# 42271 Keikokubota
42271 Keikokubota este o planetă minoră (asteroid), cu un diametru de 4,242 km, din centura de asteroizi. A fost descoperită pe 24 august 2001 la Goodricke-Pigott Observatory⁠(d) de Roy A. Tucker⁠(d) și a fost numită după Keiko Kubota⁠(d). 
Obiectul prezintă o orbită caracterizată de o semiaxă mare de 2,5452305935314 UAi, o excentricitate de 0,19, o înclinație de 10,3 ° în raport cu ecliptica.